# Carl von Horn

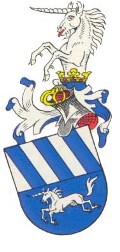
Wappen der pfalz-bayerischen Adelsfamilie von Horn

Carl Freiherr von Horn, ab 1911 Graf von Horn (* 16. Februar 1847 in Würzburg; † 5. Juni 1923 in München) war ein bayerischer Generaloberst sowie von 1905 bis 1912 Kriegsminister.

## Leben
Er entstammte der ursprünglich kurfürstlich pfalzbayerischen Familie von Horn, die mit dem kurpfälzischen Regierungsrat und Landschreiber Wilhelm Joseph Horn im Jahr 1783 in den Reichsadelsstand und mit dessen Sohn, dem kurpfälzischen Hofgerichtsrat und Landschreiber Johann Philipp von Horn, 1791 in den kurpfälzischen Freiherrnstand erhoben worden war.
Carl war der Enkel von General Wilhelm von Horn sowie der Sohn des bayerischen Generals der Infanterie Karl Freiherr von Horn und dessen Ehefrau Maria Magdalena, geborene Auernheimer. Er besuchte die Pagerie und das Humanistische Gymnasium, das er mit Auszeichnung abschloss.
1866 trat Horn als Unterleutnant der Infanterie in die Bayerische Armee ein und nahm noch im gleichen Jahr am Feldzug gegen Preußen teil. Während des Deutsch-Französischen Krieges zum Oberleutnant und Bataillonsadjutant befördert, zeichnete er sich in den Kämpfen des I. Armee-Korps im Gefecht bei Villepion aus und erhielt dafür als Anerkennung das Eiserne Kreuz II. Klasse. Nach dem Krieg besuchte er von 1871 bis 1874 die Kriegsakademie und erhielt nach erfolgreichem Abschluss die Kommandierung in den Generalstab. Horn wurde zum Adjutanten beim Generalkommando des I. Armee-Korps ernannt und 1879 zum Hauptmann befördert. Seit 1880 war er Adjutant des Kriegsministers und ab 1885 Referent im Kriegsministerium. 1886 folgte seine Beförderung zum Major und 1889 zum Oberstleutnant. 1890 wurde Horn Abteilungschef im Generalstab. Zwei Jahre später, als Oberst, übernahm er die Führung des Generalstab im I. Armee-Korps. 1896 wurde er zum Generalmajor und 1900 zum Divisionskommandeur und Generalleutnant befördert.
Am 4. April 1905 übernahm Horn die Nachfolge von Adolph von Asch als Kriegsminister. Diese Stellung sollte er bis 1912 behalten. Während dieser Zeit reorganisierte er die bayerischen Truppenverbände und ihre Führung und modernisierte die Bewaffnung. In Anerkennung seiner Leistungen wurde er am 2. März in München in den bayerischen Grafenstand erhoben und am 6. März des Jahres im Königreich Bayern bei der Grafenklasse immatrikuliert. Außerdem erfolgte am 27. Dezember 1911 seine Beförderung zum Generaloberst der Infanterie. Am 16. Februar 1912 trat er von seinem Amt zurück und ließ sich pensionieren. Sein Nachfolger im Kriegsministerium wurde Otto Kreß von Kressenstein. Er blieb aber weiterhin königlicher Generaladjutant und Staatsrat und stand à la suite des Infanterie-Leib-Regiments.
Für seine langjährigen Verdienste war Horn zum Ritter des Ordens vom Heiligen Hubertus geschlagen worden. Er war Inhaber der Großkreuze des Militärverdienstordens und des Verdienstordens der Bayerischen Krone sowie des Verdienstordens vom Heiligen Michael I. Klasse.
Horn ließ sich in München nieder und starb dort, 76-jährig, am 5. Juni 1923. Er war seit dem 26. September 1874 mit Marie Freiin von Gienanth verheiratet. Nach dem Tod seiner Frau heiratete er 1921 Walburga Freiin von Aretin.